# Денофф, Сэм
Сэм Денофф (англ. Sam Denoff; 1 июля 1928, Бруклин, Нью-Йорк, США — 8 июля 2011, Брентвуд, Лос-Анджелес, Калифорния, США) — американский сценарист и телепродюсер, также снявшийся в нескольких фильмах в качестве актёра. Четырёхкратный обладатель премии «Эмми».

## Биография
Сэмюэль Денофф родился 1 июля 1928 года в еврейской семье в Бруклине, одном из районов Нью-Йорка. Родителями были продавец Гарри Денофф и Эстер Ротбард.
В самом начале карьеры Денофф работал на радиостанции WNEW, где познакомился с Биллом Перски; вдвоём они писали шутки для диджеев ради развлечения, которое вскоре превратились в часть их рабочих задач на станции. В 1960-х они переехали в Лос-Анджелес , устроившись на работу сценаристами в «Шоу Стива Аллена». Вместе с Перски Сэм Денофф создал телесериал «Эта девушка» (1966-1971) для канала ABC, в котором главную роль играла Марло Томас; он стал одной из самых известных работ Сэма, который был продюсером и сценаристом шоу.
Умер в 2011 году в возрасте 83 лет в своём доме в Лос-Анджелесе, от последствий болезни Альцгеймера.

## Личная жизнь
С 1950 по 1964 год был женат на Бернис Леви (англ. Bernice Levey), от этого брака у Сэмюэля было двое детей: Лесли и ставший впоследствии театральным продюсером Дуглас Денофф. С 1965 года и до самой смерти был женат на балерине Шэрон Шор, с которой у него также было двое детей: дочь Мелисса и сын Мэттью.

## Фильмография
| Год         | Название на русском                       | Название в оригинале                     | Должность                                                                |
| ----------- | ----------------------------------------- | ---------------------------------------- | ------------------------------------------------------------------------ |
| 1966 — 1971 | Эта девушка                               | That Girl                                | Соавтор сериала исполнительный продюсер актёр (разные роли в 6 эпизодах) |
| 1986        | Ничего общего                             | Nothing in Common                        | Актёр (роль — Сэл Манкузо)                                               |
| 2001        | Дневники принцессы                        | The Princess Diaries                     | Актёр (роль — лорд Джером)                                               |
| 2002 — 2004 | Жизнь с Бонни                             | Life with Bonnie                         | Консультант по сценарию                                                  |
| 2004        | Дневники принцессы 2: Как стать королевой | The Princess Diaries 2: Royal Engagement | Актёр (роль — лорд Джером)                                               |